# Pogonomys fergussoniensis
Il topo arboricolo delle D'Entrecasteaux (Pogonomys fergussoniensis  Laurie, 1952) è un roditore della famiglia dei Muridi, endemico delle isole di D'Entrecasteaux.

## Descrizione
Roditore di medie dimensioni, con la lunghezza della testa e del corpo di 167 mm, la lunghezza della coda di 249 mm, la lunghezza del piede di 29 mm e la lunghezza delle orecchie di 15 mm.

Le parti superiori sono color ruggine. le orecchie sono bruno-nerastre. Le parti ventrali sono bianco-giallastre. Le mani ed i piedi sono giallastrii. La coda è molto più lunga della testa e del corpo, uniformemente bruno-nerastra con alcune chiazze chiare.

## Biologia

### Comportamento
È una specie arboricola.

## Distribuzione e habitat
Questa specie è diffusa sulle Isole di D'Entrecasteaux: Fergusson, Goodenough e Normanby.
Vive probabilmente in foreste pluviali tra i 200 e 900 metri di altitudine.

## Conservazione
La IUCN Red List, considerato l'areale limitato a solo 6 località ed il continuo declino del proprio habitat, classifica M.fergussoniensis come specie in pericolo (EN).